# 792

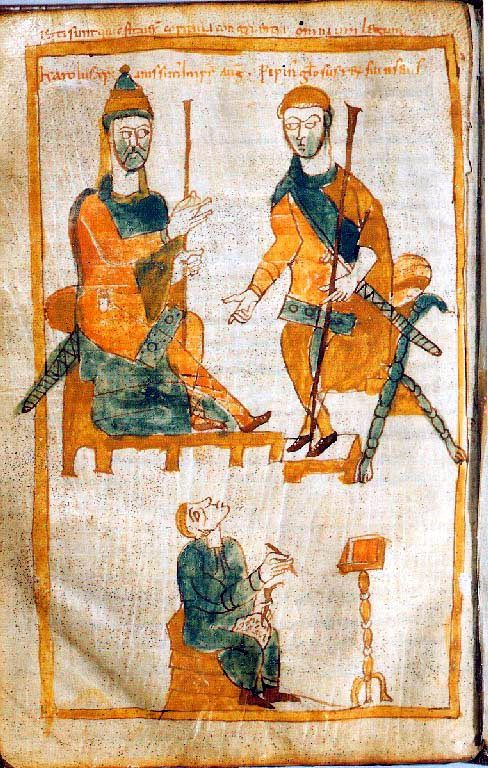
Karel de Grote en Pepijn de Gebochelde

Het jaar 792 is het 92e jaar in de 8e eeuw volgens de christelijke jaartelling.

## Gebeurtenissen

### Byzantijnse Rijk
- Keizer Constantijn VI onderdrukt een opstand en herstelt zijn moeder Irene in haar functie van medekeizerin. De rivaliserende familieleden in Constantinopel blijven echter samenzweren tegen het bewind van Constantijn. Een Byzantijns expeditieleger valt Thracië binnen, maar wordt in de omgeving van de stad Karnobat (huidige Bulgarije) door de Bulgaren vernietigend verslagen. Constantijn moet een vredesakkoord accepteren en wordt gedwongen een jaarlijkse schatting te betalen.

### Europa
- Saksenoorlog: De Saksen komen in Westfalen in opstand in reactie tegen een gedwongen rekrutering voor een campagne tegen de Avaren. Koning Karel de Grote voert deportaties uit en verdeelt Saksisch grondgebied onder de Franken en zijn Abodritische bondgenoten. Het hertogdom Benevento weigert de Frankische overheersing langer te erkennen en verklaart zich opnieuw onafhankelijk.
- Pepijn de Gebochelde, oudste (onwettige) zoon van Karel de Grote, neemt deel aan een samenzwering tegen zijn vader en wordt verbannen naar het klooster in Prüm. Karel laat als vergelding alle Frankische edelen die aan het complot hebben deelgenomen in het openbaar executeren.
- De eerste vermelding van Apeldoorn en Uddel (Gelderland).

## Religie
- Begin van het Concilie van Lhasa, waarin Tibet kiest tussen het mahayanaboeddhisme en het chanboeddhisme.
- Koning Offa van Mercia benoemt Æthelhard tot aartsbisschop van Canterbury als opvolger van Jænberht.
- De Oude Linshuitempel van Gutian in de provincie Fujian (China) wordt gebouwd.

## Geboren
- Adrianus II, paus van de Katholieke Kerk (overleden 872)

## Overleden
- Jænberht, Angelsaksisch monnik en abt